# Río de la Peña
La río de la Peña es un río del sur de la península ibérica, perteneciente a la cuenca hidrográfica del Guadalquivir, que discurre por el territorio del sur de la provincia de Sevilla. 

## Curso
El río de la Peña nace en la sierra de la Peñagua, en el término municipal de Morón de la Frontera. Realiza un recorrido semicircular de unos 23 km a través de los términos de Morón y La Puebla de Cazalla hasta su desembocadura en el río Corbones, aguas abajo del embalse de la Puebla de Cazalla. 